# Trofeo 250 aniversario de la Ciudad de Santander
El Trofeo 250 aniversario de la Ciudad de Santander fue un torneo de fútbol de verano disputado en el año 2005 con motivo de las celebraciones de la ciudad cántabra, tras cumplir los 250 años desde que en 1755, Fernando VI otorgara a la villa de Santander el título de ciudad.
Al torneo fueron invitados tres clubes españoles, el Real Racing Club de Santander (organizador), la Real Sociedad de San Sebastián y el Club Atlético de Madrid.
El formato fue de triangular a tres partidos, jugando todos contra todos en días diferentes, durante los días 18 de agosto (Racing-Real Sociedad), 19 de agosto (Atlético-Real Sociedad) y 20 de agosto (Racing-Atlético).
El ganador del trofeo se decidió en el último partido, teniendo que lanzar tandas desde el punto de penalti después de empatar a un tanto, para conocer el campeón, que a la postre fue el equipo madrileño.

## Encuentros
| Fecha     | Equipo 1            | Resultado | Equipo 2           | Goleadores                  |
| --------- | ------------------- | --------- | ------------------ | --------------------------- |
| 18-8-2005 | Racing de Santander | 1-0       | Real Sociedad      | Aganzo 39'                  |
| 19-8-2005 | Atlético de Madrid  | 2-0       | Real Sociedad      | Braulio 46' y Arizmendi 66' |
| 20-8-2005 | Racing de Santander | 1-1 *     | Atlético de Madrid | Dalmat 16´ y Gabi 35'       |

- * El Atlético gana en los penaltis.

## Clasificación
| Equipo                 | Jug. | Gan. | Emp. | Per. | G. favor | G. contra | PUNTOS |
| ---------------------- | ---- | ---- | ---- | ---- | -------- | --------- | ------ |
| 1º Atlético de Madrid  | 2    | 1    | 1    | 0    | 3        | 1         | 5 Pts. |
| 2º Racing de Santander | 2    | 1    | 1    | 0    | 2        | 1         | 4 Pts. |
| 3º Real Sociedad       | 2    | 0    | 0    | 2    | 0        | 3         | 0 Pts. |

- Partido ganado: 3 puntos.
- Partido empatado: 1 punto.
- Desempate ganado a penaltis: 1 punto.